# Lycodon davidi
Lycodon davidi là một loài rắn trong họ Rắn nước. Loài này được Vogel, Nguyen, Kingsda & Ziegler mô tả khoa học đầu tiên năm 2012.